# TVR T400R/T440R/Typhon

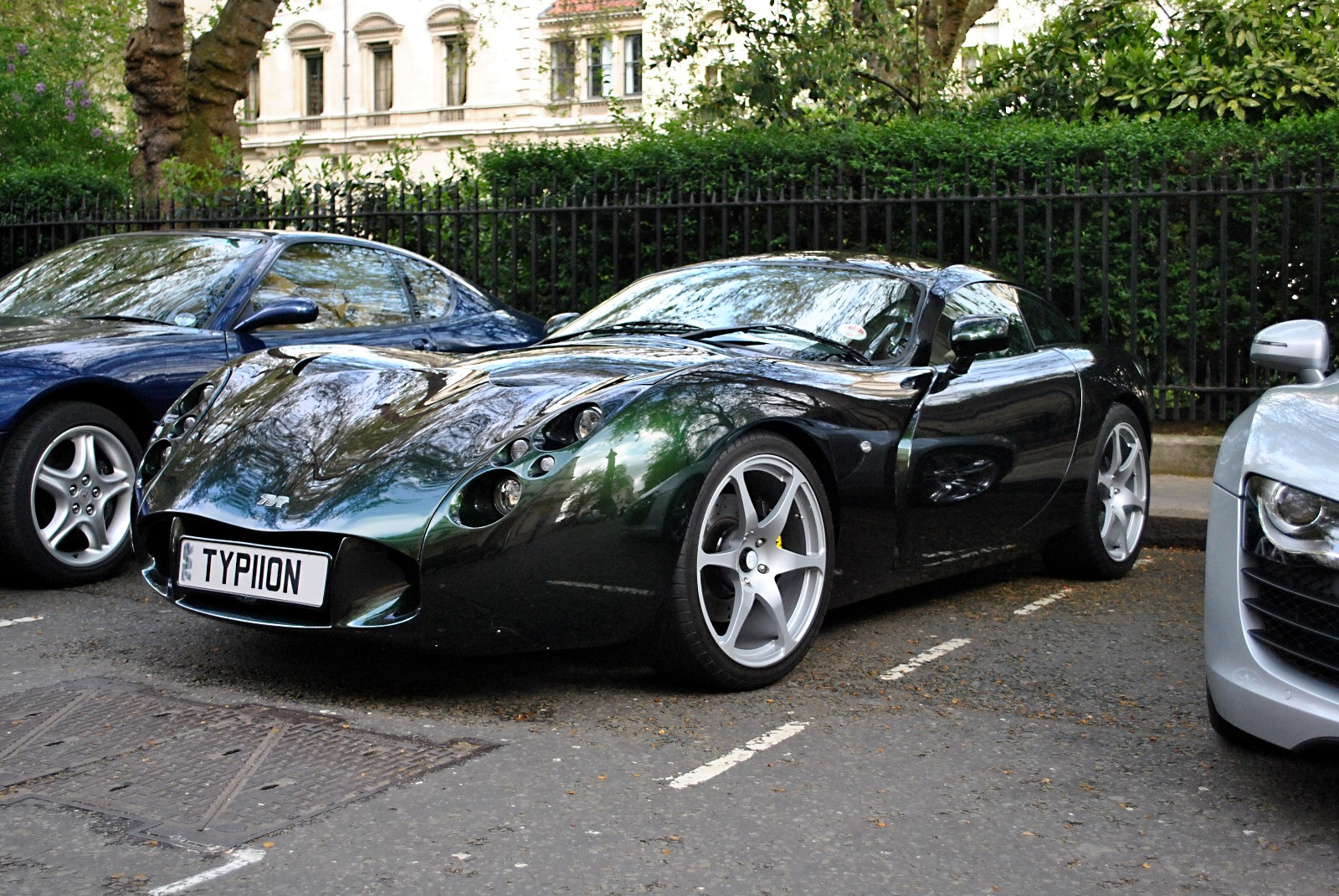
TVR Typhon

W 2000 roku na salonie w Birmingham zadebiutowało brytyjskie 2+2-osobowe coupe Tuscan R z nową, w stosunku do Tuscana Speed Six, stylizacją nadwozia. W 2002 roku pojazd wszedł do małoseryjnej produkcji pod nazwą T400R/T440R. Są szersze i dłuższe w porównaniu do innych modeli. Model T400R posiada przejęty z modelu Tuscan S sześciocylindrowy, rzędowy silnik 4,0 o mocy 400 koni mechanicznych. Wersja T440R ma większy silnik typu R6 o pojemności 4,2 i mocy 440KM. Ten model jest bardzo podobny do T400R, ale ma mniejszy bak i dodatkowo z tyłu 2 małe siedzenia.
W 2003 roku doszła najsilniejsza wersja Typhon z silnikiem 4,2 wspomaganym przez kompresor osiągający 585 KM. Wyposażony został w karoserię i drzwi z włókien węglowych, stalową ramę ze zintegrowaną klatką bezpieczeństwa, 6-biegową sekwencyjną skrzynię biegów oraz większe tarcze hamulcowe od tych w T440R.
Ceny modeli wynosiły odpowiednio: T400R - od 71995£, T440R - od 74995£, Typhon - od 84995£.

## Dane techniczne

### T400R
Ogólne:
- Lata produkcji: 2002-2006
- Nadwozie: 2-osobowe coupe
- Pojemność baku paliwa: 70 l

Osiągi
- Prędkość maksymalna: 325 km/h
- 0-100km/h: 4,1 s
- Moc maksymalna: 400 KM przy 7000 obr./min
- Maksymalny moment obrotowy: 434 Nm przy 6000 obr./min

Napęd
- Typ silnika: R6
- Układ rozrządu/ liczba zaworów na cylinder: DOHC/4
- Pojemność: 3996 cm³
- Napęd: na tył

### T440R
Ogólne:
- Lata produkcji: 2002-2006
- Nadwozie: 2+2
- Pojemność baku paliwa: 65 l

Osiągi
- Prędkość maksymalna: 346 km/h
- 0-100km/h: 3,9 s
- Moc maksymalna: 440 KM przy 7600 obr./min
- Maksymalny moment obrotowy: 420 Nm przy 5250 obr./min

Napęd
- Typ silnika: R6
- Układ rozrządu/ liczba zaworów na cylinder: DOHC/4
- Pojemność: 4198 cm³
- Napęd: na tył

### Typhon
Ogólne
- Lata produkcji: 2003-2006
- Nadwozie: 2-osobowe coupe
- Masa własna: 1285 kg
- Pojemność baku paliwa: 65 l

Osiągi
- Prędkość maksymalna: 346 km/h
- 0-100km/h: 3,6 s
- Moc maksymalna: 585 KM przy 7000 obr./min
- Maksymalny moment obrotowy: 633 Nm przy 5000 obr./min

Napęd
- Typ silnika: R6
- Układ rozrządu/ liczba zaworów na cylinder: DOHC/4
- Pojemność: 4198 cm³
- Napęd: na tył